# Сегула (острів)
Острів Сегула ( алеут. Chiĝulax̂  ) — острів в архіпелазі Щурячих островів у західній частині Алеутських островів, Аляска. Він складається з голоценового стратовулкану під назвою вулкан Сегула. Острів Сегула має три-чотири милі в діаметрі та розташований приблизно 24 км на схід від острова Киска. На острові живе велика колонія алькових.

## Клімат
Разом з іншими Щурячими островами, острів Сегула має прохолодний, вологий, морський клімат. Часто сніг випадає з жовтня по травень. Щурячі острови також розташованя на шляху великих тихоокеанських штормів, які приносять вітри до 161 км на годину. 

## Дика природа
Сегула містить типову для Алеутських островів рослинність, в основному мох, лишайники та верес, а також осоку, траву, гриби, різні трави, папороті та квіткові рослини, такі як Анемона нарцизоцвіта, люпин та орхідеї.